# Сон астронома
«Сон астроно́ма» (фр. La lune à un mètre) — немой короткометражный фантастический фильм Жоржа Мельеса. В нём была использована трюковая фотография, превратившая фильм в трюковой фильм. Через 4 года Мельес снял фильм «Путешествие на Луну», который в какой-то степени можно назвать ремейком этого фильма.
Премьера состоялась во Франции. Точная дата премьеры в США — 13 мая 1898 года. 22 сентября 2009 года фильм был показан в рамках Атленского кинофестиваля в Греции.

## Сюжет
Астроном смотрит через телескоп на луну. Вдруг он видит на луне девушку и идёт к ней. Но его поедает луна. Потом он понимает, что это сон.

## Галерея

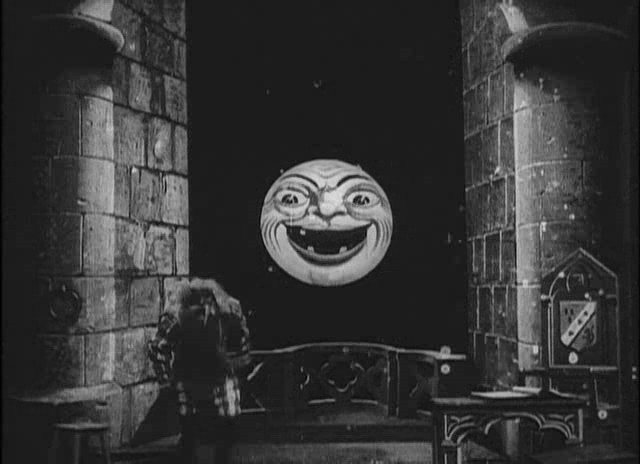
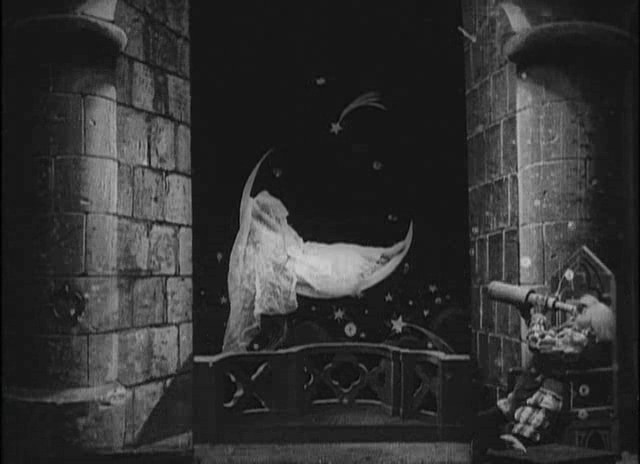
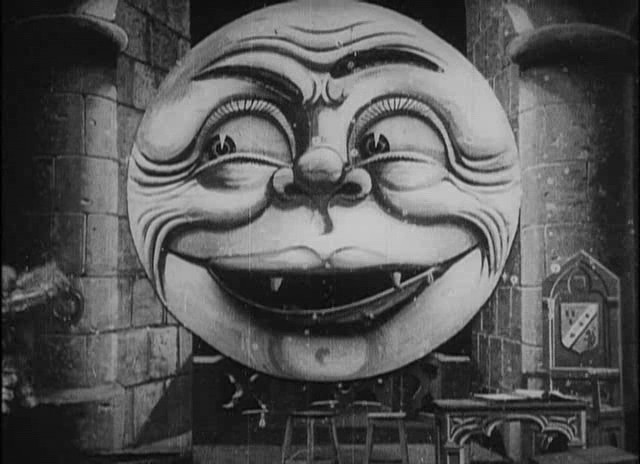